# Трифон Попов
Трифон Попов е роден на 12 декември 1969 година в Ловеч. Завършил е спортното училище в Ловеч с профил джудо, а след това и висше образование в НСА „Васил Левски“ пак със специалност джудо. Военната си служба отбива в Берое. Трифон Попов е работил в икономическата структура „Литекс Комерс“ като управител на фирмата за дистрибуция на соковете „Куинс“ – „Литекс джус“. Бил е и управител на списание „Литекс магазин“. През юли 2008 г. е избран за президент на ПФК Литекс на мястото на заемалия този пост до момента Ангел Бончев.. От 2016 г. до 2024 г. е финансов директор в ЦСКА (София).